# Notisis fragilis
Notisis fragilis är en korallart som beskrevs av Gravier 1913. Notisis fragilis ingår i släktet Notisis och familjen Isididae.
Artens utbredningsområde är Södra Ishavet. Inga underarter finns listade i Catalogue of Life.